# 爬岩鳅
爬岩鳅（学名：Beaufortia leveretti）为爬岩鰍科爬岩鳅属的鱼类，是中国的特有物种。分布于元江水系等，一般栖息于山溪清潭。该物种的模式产地在海南岛那大。
其种加词“leveretti”因纪念美国传教士Rev. William J. Leverett而命名。